# 205 г. пр.н.е.
205 (двеста и пета) година преди новата ера (пр.н.е.) е година от доюлианския (Помпилийски) римски календар.

## Събития

### В Римската република
- Консули са Публий Корнелий Сципион и Публий Лициний Крас Див.
- Сципион предлага войната срещу Картаген да бъде пренесена направо на африканска земя, но среща съпротивата на Фабий Максим и Квинт Фулвий Флак.[1]
- Сципион получава командването в Сицилия с позволение да прекоси морето и стъпи в Африка ако това е наложително.[2]
- Картагенският военачалник Магон дебаркира при Генуа.
- Сципион възвръща римския контрол на Локри, но ексцесиите на неговия легат Квинт Племиний предизвикват скандал и възмущение.[1][2]

### В Африка
- Римският флот извършва набези над крайбрежните владения на Картаген в Африка. Картагенски кораби са пленени от римляните край Сардиния.[1]

### В Гърция
- Филип V Македонски сключва мирния договор от Фойнике с римляните, представлявани от Публий Семпроний Тудитан, и слага край на Първата македонска война. Рим укрепва владенията си по илирийското крайбрежие.[3]

### В Азия
- Антиох III завършва голямата си военна експедиция на изток, води кратка кампания срещу град Герха и насочва вниманието си към Мала Азия.[4]
- В град Милет започва да се предлага пожизнен анюитет, като първоначалната стойност на кредита е десет пъти размера на ежегодните плащания към гражданите т.е. ако гражданин заеме 3600 драхми на държавата получава ежегодно плащане от 360 драхми до края на живота си.[5]